# خيال المناخ
الخيال المناخي (بالإنجليزية: Climate fiction) يُختصر أحيانًا إلى (بالإنجليزية: cli-fi) هو أدب يتعامل مع تغير المناخ. تتسم أعمال الخيال المناخي بطبيعتها التخمينية عمومًا ولكنها مستوحاة من علم المناخ، وقد تدور أحداثها في العالم كما نعرفه، أو في المستقبل القريب [الإنجليزية]
، أو في عوالم خيالية تشهد تغيرًا مناخيًا. يشتمل هذا النوع في كثير من الأحيان على الخيال العلمي والموضوعات الديستوبية أو الطوباوية، ويتخيل مستقبلًا محتملًا استنادًا إلى الأبحاث حول تأثيرات تغير المناخ والتكهنات حول كيفية استجابة البشر لهذه التأثيرات ومشكلة تغير المناخ. يتناول الخيال المناخي عادة تغير المناخ الناتج عن أنشطة الإنسان وغيره من القضايا البيئية، على النقيض من الطقس والكوارث بشكل عام. غالبًا ما تكون التقنيات مثل هندسة المناخ أو ممارسات التكيف مع المناخ بارزة في الأعمال التي تستكشف تأثيراتها على المجتمع.
يعود مصطلح "الخيال المناخي" عمومًا إلى مراسل الأخبار المستقل والناشط المناخي دان بلوم، الذي صاغه إما في عام 2007 أو 2008. يبدو أن الإشارة إلى "أدب المناخ" بدأت في العقد الثاني من القرن الحادي والعشرين، على الرغم من أن المصطلح قد تم تطبيقه بأثر رجعي على عدد من الأعمال. ومن بين مؤلفي الخيال المناخي الرائدين في القرن العشرين جي جي بالارد وأوكتافيا إي. بتلر، في حين يُستشهد غالبًا بالخيال الديستوبي لمارجريت أتوود باعتباره مقدمة مباشرة لظهور هذا النوع. منذ عام 2010، من بين مؤلفي الخيال المناخي البارزين كيم ستانلي روبنسون، وريتشارد باورز، وباولو باسيجالوبي، وباربرا كينجسولفر [الإنجليزية]
. ساعد نشر كتاب روبنسون " وزارة المستقبل" [الإنجليزية]
 في عام 2020 في ترسيخ ظهور هذا النوع من الأدب؛ وقد أثار العمل إشارات رئاسية وأممية ودعوة لروبنسون للقاء المخططين في البنتاغون.
قد تتضمن المقررات الجامعية في الأدب والقضايا البيئية روايات عن تغير المناخ في مناهجها الدراسية. وقد تمت مناقشة هذا النوع من الأدبيات من قبل مجموعة متنوعة من المنشورات، بما في ذلك صحيفة نيويورك تايمز، وصحيفة الجارديان، ومجلة ديسنت، وغيرها من وسائل الإعلام الدولية. تم تجميع قوائم الخيال المناخي من قبل منظمات بما في ذلك Grist، ومجلة Outside، ومكتبة نيويورك العامة. يدرس الأكاديميون والنقاد التأثير المحتمل للخيال على المجال الأوسع للاتصال بشأن تغير المناخ.

## المصطلحات
استخدم بلوم المصطلح لوصف روايته القصيرة مدينة بولار الحمراء، وهي قصة ما بعد نهاية العالم عن اللاجئين بسبب تغير المناخ في ألاسكا في عام 2075، والتي لم تحقق نجاحًا تجاريًا. وقد دخل المصطلح لاحقًا إلى وسائل الإعلام الرئيسية في أبريل 2013، عندما نشرت صحيفة كريستيان ساينس مونيتور وإذاعة الإذاعة الوطنية العامة قصصًا عن حركة أدبية جديدة من الروايات والأفلام التي تناولت تغير المناخ الناجم عن الإنسان. كان بلوم ينتقد عدم ذكر دوره في صياغة المصطلح في هذه الميزات. كتب سكوت ثيل في هافينغتون بوست في عام 2014 أنه قام بترويج المصطلح في عام 2009، مستوحى من مزيج العلم والخيال في فيلم فراني أرمسترونج [الإنجليزية]
 عصر الغباء.

## التاريخ
تتخيل رواية جول فيرن شراء القطب الشمالي التي صدرت عام 1889 تغير المناخ بسبب ميلان محور الأرض. في روايته باريس في القرن العشرين التي كتبها بعد وفاته عام 1883 وتدور أحداثها في ستينيات القرن العشرين، تشهد المدينة التي تحمل نفس الاسم انخفاضًا مفاجئًا في درجات الحرارة، يستمر لمدة ثلاث سنوات.
وُصفت رواية لورانس مانينغ المسلسلة الرجل الذي استيقظ [الإنجليزية]
 التي صدرت عام 1933 بأنها عمل نموذجي للخيال العلمي البيئي من العصر الذهبي. تحكي قصة رجل يستيقظ من الرسوم المتحركة المعلقة في عصور مستقبلية مختلفة ويتعلم عن الدمار الذي لحق بمناخ الأرض، بسبب الإفراط في استخدام الوقود الأحفوري، والاحتباس الحراري، وإزالة الغابات. يشير الناس في المستقبل إلى البشر في القرن العشرين باسم "المبذرين". لقد تخلوا عن التصنيع المفرط والاستهلاك ليعيشوا في قرى صغيرة مكتفية ذاتيا تعتمد على الأشجار المعدلة وراثيا والتي توفر لهم كل ضرورياتهم. نسب إسحاق أسيموف الفضل إلى الرجل الذي استيقظ في لفت انتباهه إلى " أزمة الطاقة " قبل أربعين عامًا من أن تصبح معروفة للجميع في سبعينيات القرن العشرين.
تتناول العديد من الأعمال الديستوبية الشهيرة للمؤلف البريطاني جي جي بالارد الكوارث الطبيعية المرتبطة بالمناخ. في رواية الريح من العدم (1961)، تتعرض الحضارة للدمار بسبب الرياح العاتية التي تشبه الأعاصير، وفي رواية العالم الغارق (1962) تصف مستقبلًا من ذوبان القمم الجليدية وارتفاع مستويات سطح البحر بسبب الإشعاع الشمسي. في كتابه العالم المحترق (1964، والذي تمت إعادة تسميته لاحقًا بالجفاف )، كانت كارثة المناخ من صنع الإنسان، وهي جفاف ناتج عن تعطيل دورة هطول الأمطار بسبب التلوث الصناعي.
تم اقتراح رواية الخيال العلمي كثيب التي كتبها فرانك هربرت عام 1965، والتي تدور أحداثها على كوكب صحراوي خيالي، باعتبارها رائدة في مجال الخيال المناخي لموضوعاتها المتعلقة بالبيئة وحماية البيئة.
تتخيل أوكتافيا إي. بتلر في كتابها مثل الزارع [الإنجليزية]
 ( 1993) مستقبلاً قريباً للولايات المتحدة حيث يتسبب تغير المناخ، وعدم المساواة في الثروة، وجشع الشركات في فوضى عارمة. هنا، وفي الجزء الثاني من رواية مثل المواهب [الإنجليزية]
 (1998)، يشرح باتلر كيف يؤدي عدم الاستقرار والدجل السياسي إلى تفاقم القسوة الكامنة في المجتمع (وخاصة فيما يتصل بالعنصرية والتمييز على أساس الجنس)، ويستكشف أيضًا موضوعات البقاء والمرونة. كتب بتلر الرواية "بالتفكير في المستقبل، والتفكير في الأشياء التي نقوم بها الآن ونوع المستقبل الذي نشتريه لأنفسنا، إذا لم نكن حذرين."
مع دخول المعرفة العلمية حول تأثيرات استهلاك الوقود الأحفوري وما ينتج عنه من زيادة في تركيزات CO2 الغلاف الجوي إلى الساحة العامة والسياسية باعتبارها " الاحتباس الحراري العالمي "، دخلت قضية تغير المناخ الناجم عن الأنشطة البشرية إلى عالم الخيال. كانت رواية أحلام الكربون [الإنجليزية]
 (2000) لسوزان إم. جاينز مثالاً مبكرًا لرواية أدبية "تحكي قصة عن قضية خطيرة ومدمرة تتعلق بتغير المناخ الناجم عن الإنسان"، والتي تدور أحداثها في ثمانينيات القرن العشرين ونُشرت قبل صياغة مصطلح "الخيال المناخي". كان كتاب حالة الخوف [الإنجليزية]
 لمايكل كريشتون (2004)، وهو فيلم إثارة تكنولوجي، من أكثر الكتب مبيعًا عند صدوره، لكنه تعرض لانتقادات من العلماء لتصويره تغير المناخ على أنه "خدعة علمية زائفة واسعة النطاق" ورفضه للإجماع العلمي بشأن تغير المناخ. رواية فوغل (2019) للكاتب سيغبيورن سكادن [الإنجليزية]
 هي رواية سامية مكتوبة باللغة النرويجية تنسج معًا الانهيار البيئي مع استعارة الاستعمار.

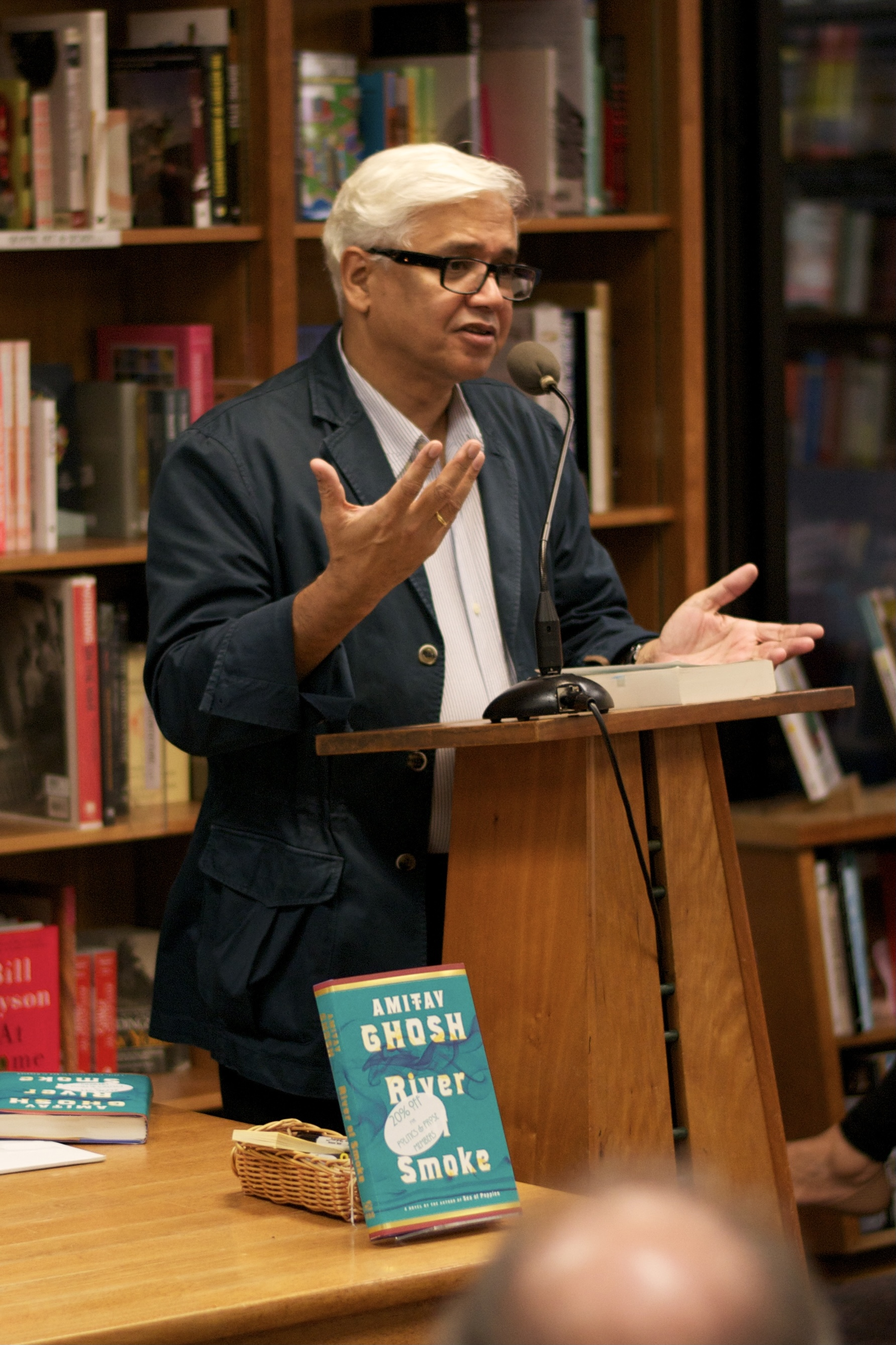
في عام 2016، وصف الكاتب الهندي أميتاف غوش ما اعتبره نقصًا في تغطية تغير المناخ في الخيال المعاصر بأنه " الاضطراب العظيم ".

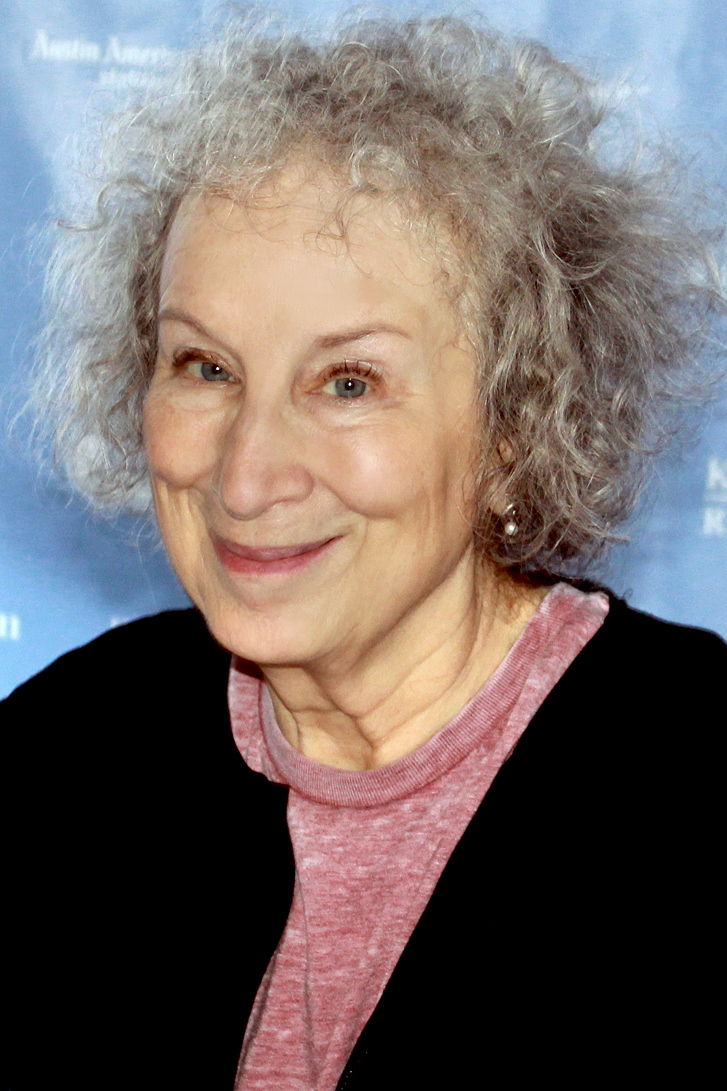
سلسلة أوريكس وكريك لمارجريت آتوود هي رواية ديستوبية يُستشهد بها كثيرًا في النقد البيئي.

استكشفت مارغريت آتوود هذا الموضوع في ثلاثيتها الديستوبية أوريكس وكريك (2003)، وعام الطوفان (2009)، وآدم المجنون (2013). في رواية أوريكس وكريك، تقدم أتوود عالماً حيث "التفاوت الاجتماعي والتكنولوجيا الوراثية والتغير المناخي الكارثي، قد بلغ ذروته أخيراً في حدث كارثي". يعيش بطل الرواية، جيمي، في "عالم منقسم بين المجمعات التجارية"، وهي مجتمعات مسورة تحولت إلى دول مدن وأراضٍ فقيرة، وهي مناطق حضرية "غير آمنة ومكتظة بالسكان وملوثة" حيث تعيش الطبقات العاملة.
في عام 2016، أعرب الكاتب الهندي أميتاف غوش عن قلقه من أن تغير المناخ "له حضور أصغر بكثير في الخيال الأدبي المعاصر مقارنة بما هو عليه حتى في المناقشة العامة". في كتابه الاضطراب العظيم: تغير المناخ وما لا يمكن تصوره ‏، قال غوش "إذا كانت بعض الأشكال الأدبية غير قادرة على التعامل مع هذه المياه، فإنها ستفشل – وسيتعين اعتبار إخفاقاتها جانبًا من الفشل الخيالي والثقافي الأوسع نطاقًا الذي يكمن في قلب أزمة المناخ". في كتابه "اللاوعي الأنثروبوسيني: ثقافة كارثة المناخ "، يقترح الناقد مارك بولد العكس عندما يجادل بأن "الفن والأدب في عصرنا حامل بالكوارث، بالطقس والماء، والبرية والغرابة".
بحلول عام 2010، اجتذبت روايات المناخ الخيالية شهرة أكبر واهتمامًا إعلاميًا أكبر. كتبت الناقدة الثقافية جوزفين ليفينغستون في مجلة ذا نيو ريبابليك عام 2020 أن "العقد الماضي شهد ارتفاعًا حادًا في أدب الخيال المناخي المتطور، لدرجة أن بعض المنشورات الأدبية تُخصص له الآن قطاعات كاملة. ومع تنوع الخيالات وثرائها في تناول الموضوع نفسه، سواءً في الأدب الروائي أو الواقعي، فإن التحدي الذي يواجه الكاتب البيئي الآن هو التميز عن الآخرين (ناهيك عن العناوين الرئيسية)". وسلطت الضوء على رواية جيف فانديرمير الفناء ورواية ناثانيال ريتش " احتمالات الغد" كأمثلة.
في الأدب الأفريقي، حظيت الروايات والقصص القصيرة التي تتناول المناخ مؤخرًا باهتمام باعتبارها مجالًا من مجالات الأدب الأفريقي المعاصر. وقد تم تسليط الضوء على كتب مثل "كسوف خطايانا" لتلوتلو تساماسي [الإنجليزية]
؛ و"لا يجب أن يكون الأمر على هذا النحو " لأليستير ماكاي [الإنجليزية]
 و"نور" لنيدي أوكورافور [الإنجليزية]
، باعتبارها منشورات رائعة في هذا النوع.

## الأمثلة البارزة

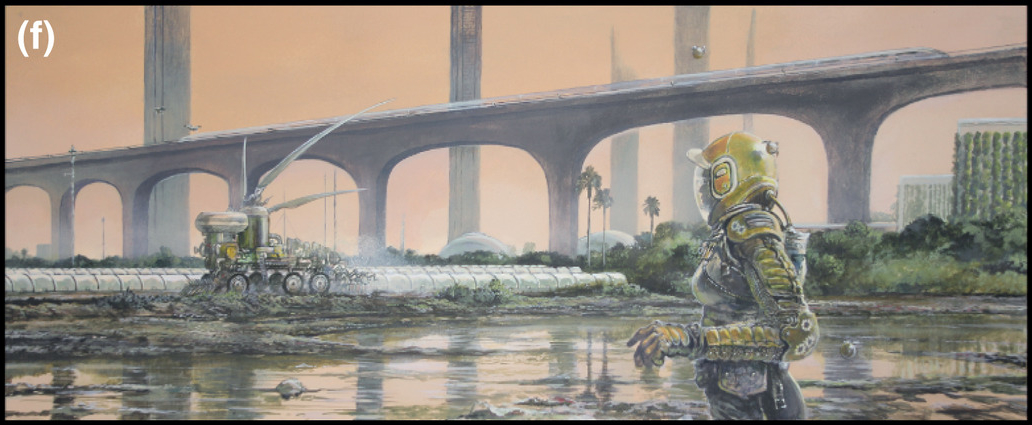
عمل فني تخيلي يصور الزراعة في الهند في ظل تأثيرات تغير المناخ في عام 2500 بعد الميلاد.

لقد كتب الروائي الشهير كيم ستانلي روبنسون في مجال الخيال العلمي حول هذا الموضوع على مدى عدة عقود، بما في ذلك ثلاثيته "العلم في العاصمة "، التي تدور أحداثها في المستقبل القريب وتتضمن أربعين علامة مطر [الإنجليزية]
 (2004)، وخمسين درجة تحت الصفر [الإنجليزية]
 (2005)، وستين يومًا وما زال العد مستمرًا [الإنجليزية]
 (2007). قال روبرت كيه جيه كيلهافر في مراجعته لمجلة الخيال والخيال العلمي: "إن أربعون علامة من المطر هي تصوير رائع لعمل العلم والسياسة، ودعوة عاجلة للقراء لمواجهة تهديد تغير المناخ". نُشرت رواية روبنسون ذات الطابع المناخي، بعنوان نيويورك 2140 [الإنجليزية]
، في مارس 2017. ويقدم صورة معقدة لمدينة ساحلية مغمورة جزئيًا بالمياه، ولكنها تمكنت من التكيف بنجاح مع تغير المناخ في ثقافتها وبيئتها. رواية روبنسون " وزارة المستقبل" [الإنجليزية]
 تدور أحداثها في المستقبل القريب، وتتبع هيئة فرعية مهمتها الدفاع عن أجيال المستقبل من المواطنين في العالم وكأن حقوقهم صالحة مثل حقوق الجيل الحالي.

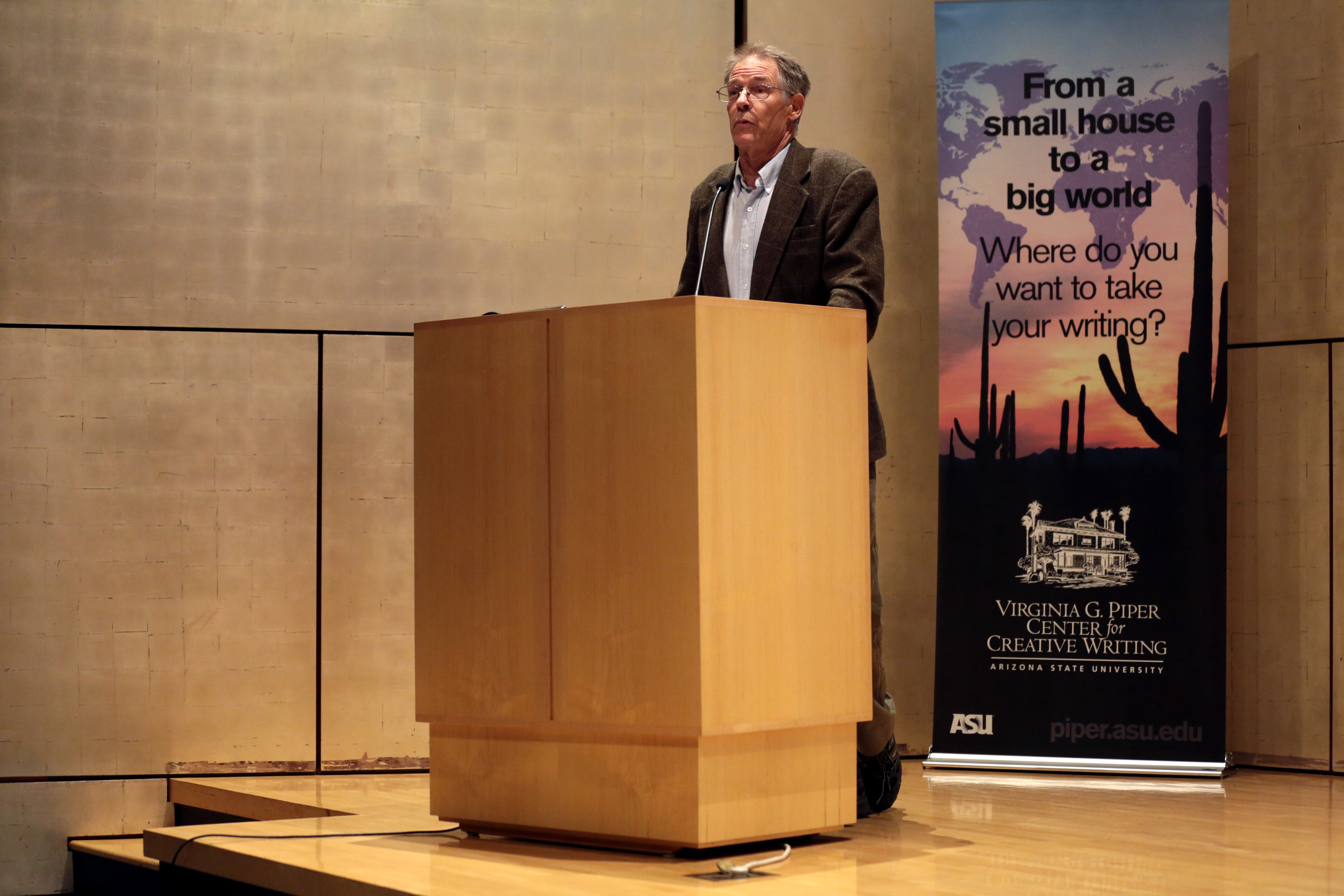
تتضمن أعمال الخيال العلمي لكيم ستانلي روبنسون في كثير من الأحيان استجابة المجتمع لتغير المناخ.

استخدم المؤلف البريطاني جي جي بالارد إطار تغير المناخ المروع في رواياته المبكرة في مجال الخيال العلمي. في فيلم الريح من العدم (1961)، يتم تقليص الحضارة بسبب الرياح القوية المستمرة. يصف فيلم "العالم الغارق " (1962) مستقبلًا من ذوبان القمم الجليدية وارتفاع مستويات سطح البحر، بسبب الإشعاع الشمسي، مما يخلق مشهدًا يعكس الرغبات اللاواعية الجماعية للشخصيات الرئيسية. في فيلم العالم المحترق (1964) يتم تشكيل مشهد نفسي سريالي بسبب الجفاف الناجم عن التلوث الصناعي الذي يعطل دورة هطول الأمطار.
وعلى نحو مماثل، تدور أحداث رواية الطريق (2006) لكورماك مكارثي بعد نهاية العالم غير المحددة أو كارثة بيئية. فازت بجائزة بوليتسر للرواية في عام 2007. على الرغم من أنها لا تذكر تغير المناخ صراحةً، فقد أدرجتها صحيفة الجارديان كواحدة من أفضل روايات تغير المناخ، ووصفها عالم البيئة جورج مونبيوت بأنها "أهم كتاب بيئي تمت كتابته على الإطلاق" لتصوير عالم بدون محيط حيوي.
رواية "حالة الخوف" ‏ لمايكل كريشتون، والتي نشرت في ديسمبر 2004، تصف مؤامرة من قبل العلماء وغيرهم لخلق حالة من الذعر العام بشأن ظاهرة الاحتباس الحراري. كان كريشتون قد دعا علنًا إلى "التشكك" في ظاهرة الاحتباس الحراري العالمي. تتحدث روايته عن مجموعة من الإرهابيين البيئيين الذين يحاولون خلق كوارث طبيعية لإقناع الجمهور بمخاطر الاحتباس الحراري العالمي. إنها تستند إلى فكرة مفادها أن هناك مؤامرة متعمدة لإثارة الذعر وراء نشاط مكافحة تغير المناخ. الكتاب ينتقد الإجماع العلمي بشأن تغير المناخ. وقد أشار أحد النقاد في بي بي سي نيوز إلى أن "تجارة كريشتون هي جلب الرعب الممتع إلى ملايين الأشخاص من خلال نسج قصص عن العلم الذي خرج عن السيطرة" و"للتأكد من فهم وجهة نظره، أضاف كريشتون حاشية من 32 صفحة توثق قناعته بأن الاحتباس الحراري هو خوف غير علمي".
يتتبع فيلم شمسي (2010) للمخرج إيان ماك إيوان قصة فيزيائي يكتشف طريقة لمحاربة تغير المناخ بعد أن تمكن من استخلاص الطاقة من عملية التمثيل الضوئي الاصطناعي. تدور أحداث رواية آلهة الحجر [الإنجليزية]
 (2007) للكاتبة جانيت وينترسون على كوكب أوربوس الخيالي، وهو عالم يشبه الأرض إلى حد كبير، يعاني من نفاد الموارد ويعاني من التأثيرات الشديدة لتغير المناخ. يأمل سكان أوربس الاستفادة من الإمكانيات التي يوفرها الكوكب المكتشف حديثًا، الكوكب الأزرق، والذي يبدو مثاليًا للحياة البشرية.
ومن بين المؤلفين الآخرين الذين استخدموا هذا الموضوع:
- ملائكة ساقطة (1991) من إخراج لاري نيفن وجيري بورنيل ومايكل فلين. تدور أحداث الفيلم في أمريكا الشمالية في "المستقبل القريب"، حيث تسعى حركة بيئية راديكالية معادية للتكنولوجيا إلى خفض انبعاثات غازات الاحتباس الحراري بشكل كبير، لتكتشف أن الاحتباس الحراري الناجم عن النشاط البشري يُجنّب عصرًا جليديًا جديدًا.
- يصف كتاب أم العواصف (1994) لجون بارنز تغيرًا سريعًا كارثيًا في المناخ والطقس ناجمًا عن انفجار نووي أطلق مركبات الكلاثرات من قاع المحيط، استنادًا إلى فرضية مدفع الكلاثرات.
- رواية السرب (2004) للكاتب فرانك شاتزينج. تدور أحداث الرواية حول مجموعة من الأبطال الذين يحققون فيما يبدو للوهلة الأولى أحداثًا غريبة تتعلق بمحيطات العالم. لكن أحداثًا تبدو غير ذات صلة، مثل زعزعة استقرار الجرف القاري التي أدت إلى تسونامي ضخم، ومهاجمة الحيتان لسفينة شحن تجارية، وتفشي وباء ناجم عن جراد البحر الملوث، يتبين لاحقًا أنها ناجمة عن نوع مجهول من الغواصات يحاول الدفاع عن المحيطات ضد التأثير البشري.[44]
- رواية الشمال الأقصى (2009) لمارسيل ثيروكس، التي تتناول عالمًا غير صالح للسكن إلى حد كبير بسبب تغير المناخ. ومع ذلك، تُلمّح الرواية إلى أن العلماء أخطأوا، وأن أفعالنا في مكافحة الاحتباس الحراري هي التي غيّرت المناخ بشكل لا رجعة فيه.
- انجراف القطب الشمالي (2008) من إخراج كلايف كاسلر وديرك كاسلر. فيلم إثارة يتناول محاولات عكس الاحتباس الحراري، وحربًا محتملة بين الولايات المتحدة وكندا، و"معدن فضي غامض يعود إلى بعثة قديمة بحثًا عن الممر الشمالي الغربي الأسطوري".[45]
- يركز كتاب تدهور النوع للكاتب إم. إي. إلينغتون على فرضية غايا، ويصف الأرض باعتبارها كائنًا حيًا واحدًا يقاتل ضد البشرية.[46][بحاجة لمصدر غير أولي]
- تدور أحداث رواية مذكرات الكربون: 2015 (2009) لساسي لويد في مستقبلٍ يشهد شحًا في الطاقة، وقد بدأت المملكة المتحدة للتو في ترشيد انبعاثات الكربون. تروي لورا براون، وهي مراهقة تعيش في لندن في أعقاب العاصفة الكبرى، القصة في شكل مذكرات.
- تستخدم رواية باربرا كينجسولفر، سلوك الطيران (2012)، موضوعات بيئية وتسلط الضوء على التأثيرات المحتملة للاحتباس الحراري على الفراشة الملكية.[47]
- أصدرت الكاتبة النرويجية مايا لوندي مجموعة رباعية المناخ من الروايات، بدءًا من رواية تاريخ النحل في عام 2015، والتي تتناول انحدار الملقحات من خلال عدد من القصص البشرية على مر التاريخ، تليها رواية نهاية المحيط (2017)، وحصان برزيفالسكي (2019) والجزء الرابع القادم.[48][49]
- رواية السقف المظلل (2018) لريتشارد باورز، الحائزة على جائزة بوليتسر للرواية لعام 2019. تدور أحداث الرواية حول تسع شخصيات متباينة، تربطها ارتباطات وثيقة بأشجار فردية، تجتمع معًا لمعالجة مشكلة إزالة الغابات.[50]
- رواية راجات تشودري، تأثير الفراشة (2018)، هي رواية خيال مناخي ديستوبي ذات طابع إثارة تتناول الهندسة الوراثية والتجارب العلمية الفاشلة وتأثير الكوارث المتشابكة.[51] أدرجت بوك رايوت هذا الكتاب ضمن "50 كارثة بيئية يجب قراءتها في الخيال".[52]
- تدور أحداث رواية البرية الجديدة (2020) للكاتبة ديان كوك في أمريكا الشمالية، حيث أثّر تغيّر المناخ على البيئة الطبيعية. وقد رُشّحت الرواية لجائزة بوكر لعام 2020.[53]
- رُشِّحت رواية الحيرة (2021) لريتشارد باورز إلى القائمة المختصرة لجائزة بوكر لعام 2021. كما رُشِّحت أيضًا إلى القائمة الطويلة لجائزة الكتاب الوطني للرواية لعام 2021.[54] وقد اختارتها أوبرا وينفري ضمن نادي أوبرا للكتاب في 28 سبتمبر 2021.[55]

### وصف السيناريوهات المروعة
"تم استكشاف سيناريوهات نهاية العالم المناخية " في العديد من أعمال الخيال العلمي. على سبيل المثال، في رواية الريح من العدم (1961)، تتعرض الحضارة للدمار بسبب الرياح العاتية التي تشبه الأعاصير، وتصف رواية العالم الغارق (1962) مستقبلًا من ذوبان القمم الجليدية وارتفاع مستويات سطح البحر بسبب الإشعاع الشمسي. في كتابه العالم المحترق (1964، والذي تمت إعادة تسميته لاحقًا بالجفاف )، كانت كارثة المناخ من صنع الإنسان، وهي جفاف ناتج عن تعطيل دورة هطول الأمطار بسبب التلوث الصناعي.
تتخيل أوكتافيا إي. بتلر في كتابها "مثل الزارع" ‏ (1993) مستقبلاً قريباً للولايات المتحدة حيث يتسبب تغير المناخ، وعدم المساواة في الثروة، وجشع الشركات في فوضى عارمة. هنا، وفي الجزء الثاني من رواية "مثل المواهب" ‏ (1998)، يشرح باتلر كيف يؤدي عدم الاستقرار والدجل السياسي إلى تفاقم القسوة الكامنة في المجتمع (وخاصة فيما يتصل بالعنصرية والتمييز على أساس الجنس)، ويستكشف أيضًا موضوعات البقاء والمرونة. كتب بتلر الرواية "بالتفكير في المستقبل، والتفكير في الأشياء التي نقوم بها الآن ونوع المستقبل الذي نشتريه لأنفسنا، إذا لم نكن حذرين."
استكشفت مارغريت آتوود هذا الموضوع في ثلاثيتها الديستوبية أوريكس وكريك (2003)، وعام الطوفان (2009)، وآدم المجنون (2013). في رواية أوريكس وكريك، تقدم أتوود عالماً حيث "التفاوت الاجتماعي والتكنولوجيا الوراثية والتغير المناخي الكارثي، قد بلغ ذروته أخيراً في حدث كارثي".

## الأمثلة الأخرى
- حرارة (1977)، من تأليف آرثر هيرزوغ، الولايات المتحدة[59]
- البحر والصيف (1987)، من تأليف جورج تورنر، أستراليا
- العالم الكريستالي (1988)، من تأليف جيه جي بالارد، المملكة المتحدة
- شعب الجليد (1998) والطوفان (2004)، من تأليف ماغي جي، الولايات المتحدة
- الأرض (1990)، من تأليف ديفيد برين، الولايات المتحدة
- صديق الأرض (2000)، من تأليف تي. إس. بويل، الولايات المتحدة
- أرض فيضانية (2001) وأورورا (2011)، من تأليف ماركوس سدجويك، الولايات المتحدة
- الخروج (2002) والتتابعات، من تأليف جولي بيرتاجنا [الإنجليزية]
، الولايات المتحدة
- فيضان (2008) وآرك (2009)، من تأليف ستيفن باكستر، الولايات المتحدة

فتاة ويندآب (2009)، كاسر السفن [الإنجليزية]
 (2010)، المدن الغارقة [الإنجليزية]
 (2012)، سكين الماء [الإنجليزية]
 (2015) and أداة الحرب [الإنجليزية]
 (2017)، باولو باسيغالوبي، الولايات المتحدة
- بناة الإمبراطورية (2011)، بن بوفا، الولايات المتحدة
- 2312 (2012)، كيم ستانلي روبنسون، الولايات المتحدة
- احتمالات الغد (2013)، ناثانيل ريتش، الولايات المتحدة
- الساعات العظمية (2014)، ديفيد ميتشل، المملكة المتحدة
- انهيار الحضارة الغربية (2014)، من تأليف ناومي أوراسكس وإريك إم. كونواي، مطبعة جامعة كولومبيا، الولايات المتحدة
- ذاكرة الماء (2015)، إمي إيتارانتا [الإنجليزية]
، فنلندا
- ذهب الشهرة والحمضيات [الإنجليزية]
 (2015)، كلير فاي واتكينز [الإنجليزية]
، الولايات المتحدة
- الحرب الأمريكية [الإنجليزية]
 (2017)، عمر العقاد، الولايات المتحدة
- العلاج بالماء (2018)، صوفي ماكنتوش [الإنجليزية]
، المملكة المتحدة
- آخر أطفال طوكيو [الإنجليزية]
 (المبعوث) (2018)، يوكو تاوادا، ألمانيا/اليابان
- المدينة في منتصف الليل [الإنجليزية]
 (2019)، من تأليف تشارلي جاين أندرس [الإنجليزية]
- أميتاف غوش (2019) من تأليف أميتاف غوش[60]
- الجدار (2019)، من تأليف جون لانشيستر
- وزارة المستقبل (2020)، من تأليف كيم ستانلي روبنسون
- إنجيل الأطفال (2020) من تأليف ليديا ميلت
- الهجرات (2020) من تأليف شارلوت ماكوناغي[61]
- المغادرة، المغادرة (2020) من تأليف سيم كيرن
- 470 (2020) من تأليف ليندا وودرو
- دياتوميا (2022)، من تأليف نوريا بيربينيا
- القراصنة النور (2022)، من تأليف ليلي بروكس دالتون
- ساحر: رواية (2023)، من تأليف راجات تشودري، الهند[62]
- الفتاة التي ركبت وحيد القرن (2024) من تأليف مايكل دوبه
- عصير (2024) من تأليف تيم وينتون
- فيرهيفن (2024) من تأليف جان لي وستيف ويليس[63]

## المختارات والمجموعات
- مرحبًا بكم في الدفيئة (2011) الولايات المتحدة الأمريكية تحرير جوردون فان جيلدر
- مُطلق العنان للعالم: مختارات من قصص المناخ (2015) الولايات المتحدة الأمريكية، تحرير جون جوزيف آدامز
- عوالم غارقة (2016) المملكة المتحدة تحرير جوناثان ستراهان
- الحلول الممكنة (2017) الولايات المتحدة الأمريكية بقلم هيلين فيليبس – تتناول العديد من القصص القصيرة موضوع تغير المناخ.
- قام المؤلف والمحرر بروس ماير وأستاذ الكتابة الإبداعية في كلية جورجيان بتحرير مختارات من القصص عام 2017 حول "تغير ظروف المحيطات، واختفاء الأنواع المتزايد، والكائنات المعدلة وراثيًا، ونقص الغذاء المتزايد، والهجرات الجماعية للاجئين، والغطرسة وراء استفزاز أمنا الأرض نفسها"، والتي يطلق عليها اسم "الخيال المناخي". تتضمن المجموعة أعمال جورج ماكويرتر، وريتشارد فان كامب، وهولي سكوفيلد، وليندا روجرز، وشون فيرجو، وراتي مهروترا، وجيفري دبليو كول، وفيل دواير، وكيت ستوري، وليزلي جودريد، ونينا مونتيانو، وهالي فيليجاس، وجون أوتون، وفرانك ويستكوت، وويندي بون، وبيتر تيمرمان، ولين هاتشينسون لي.[64]
- ميتيوتوبيا – مستقبل (الظلم) المناخي (2022) مجموعة قصص قصيرة عن المناخ والبيئة من تأليف مؤلفين من بلدان الجنوب العالمي.[31]
- مختارات روتليدج لأدب المناخ، المجلد الأول (2024) حرره بيل جيلارد، وهي مجموعة قصص قصيرة تزعم أن أدب تغير المناخ بدأ قبل وقت طويل من الإجماع النقدي، في وقت مبكر من سبعينيات القرن التاسع عشر عندما كان كتاب الخيال العلمي وغيرهم من الفنانين يستكشفون آثار التصنيع.[65]

## التأثير
تكهّن العديد من الصحفيين والنقاد الأدبيين والباحثين بالتأثير المحتمل لأدب المناخ على معتقدات قرّائه. وحتى الآن، تناولت ثلاث دراسات تجريبية هذا السؤال.
وجدت تجربة مُحكمة أن قراءة قصص الخيال المناخي القصيرة "كان لها آثار إيجابية طفيفة، لكنها مهمة، على العديد من المعتقدات والمواقف المهمة تجاه الاحتباس الحراري – لوحظت فورًا بعد قراءة المشاركين للقصص"، مع أن "هذه الآثار تضاءلت إلى حدٍّ كبير بعد فاصل زمني مدته شهر واحد". مع ذلك، يُشير المؤلفون إلى أن "آثار التعرض لمرة واحدة في بيئة افتراضية قد تُمثل حدًا أدنى من آثار العالم الحقيقي. غالبًا ما تتضمن قراءة الخيال المناخي في العالم الحقيقي تعريضات متعددة وسردًا أطول"، مثل الروايات، "مما قد يُسفر عن آثار أكبر وأطول أمدًا".
وجد استطلاع للرأي أن قراء روايات المناخ "أصغر سنًا، وأكثر ليبرالية، وأكثر اهتمامًا بتغير المناخ من غير القراء"، وأن روايات المناخ "تذكّر القراء القلقين بخطورة تغير المناخ، وتحثهم على تخيّل مستقبل بيئي والتفكير في تأثيره على حياة البشر وغير البشر. ومع ذلك، تكشف الأفعال الناتجة عن وعي القراء المتزايد أن قيمة الوعي لا تتعدى الرسائل الثقافية المتداولة حول الإجراءات الممكنة. علاوة على ذلك، تشير ردود بعض القراء إلى أن أعمال روايات المناخ قد تدفع البعض إلى ربط تغير المناخ بمشاعر سلبية شديدة، مما قد يُضعف جهود المشاركة أو الإقناع البيئي".
وأخيرا، وجدت دراسة تجريبية ركزت على الرواية الشهيرة "سكين الماء" [الإنجليزية]
 أن الخيال المناخي التحذيري الذي تدور أحداثه في مستقبل بائس يمكن أن يكون فعالا في تثقيف القراء حول الظلم المناخي ودفع القراء إلى التعاطف مع ضحايا تغير المناخ، بما في ذلك المهاجرين البيئيين. ومع ذلك، تشير نتائجها إلى أن الروايات المناخية الديستوبية قد تؤدي إلى دعم الاستجابات الرجعية لتغير المناخ. وبناءً على هذه النتيجة، حذرت الدراسة من أن "ليس كل الخيال المناخي تقدميًا"، على الرغم من آمال العديد من المؤلفين والنقاد والقراء.

## للقراءة الإضافية
- Canavan، Gerry؛ Robinson، Kim Stanley (2014). Green Planets: Ecology and Science Fiction. Wesleyan University Press. ISBN:978-0-8195-7428-2. مؤرشف من الأصل في 2024-12-03.
- Milner، Andrew؛ Burgmann، J.R. (2020). Science Fiction and Climate Change: A Sociological Approach. Liverpool University Press. ISBN:978-1-78962-752-7. مؤرشف من الأصل في 2023-01-23.
- Mehnert، Antonia (2016). Climate Change Fictions: Representations of Global Warming in American Literature. Springer. ISBN:978-3-319-40337-3. مؤرشف من الأصل في 2023-01-23.
- Schneider-Mayerson، Matthew (2017). "Climate Change Fiction". في Greenwald Smith، Rachel (المحرر). American Literature in Transition, 2000–2010. Cambridge University Press. ص. 309–321. ISBN:978-1-108-54865-6. مؤرشف من الأصل في 2023-01-23.
- Thieme، John (2023)، Anthropocene Realism: Fiction in the Age of Climate Change، Bloomsbury، ISBN 978-1-3502 9603 9، eBook 978–1–3502 9605 3.
- Trexler، Adam (2015). Anthropocene Fictions: The Novel in a Time of Climate Change. University of Virginia Press. ISBN:978-0-8139-3693-2. مؤرشف من الأصل في 2024-12-26.
- Ghosh، Amitav (2016). The Great Derangement: Climate Change and the Unthinkable. University of Chicago Press. ISBN:978-0-226-32317-6.
- Streeby، Shelley (2018). Imagining the Future of Climate Change: World-Making Through Science Fiction and Activism. University of California Press. ISBN:978-0-520-29444-8. مؤرشف من الأصل في 2023-01-23.
- California, CLI-FI, and Climate Crisis: Special Issue of Western American Literature Vol. 56, nos. 3-4, Fall-Winter 2021. University of Nebraska Press. مؤرشف من الأصل في 2025-04-27.
- Andersen، Gregers (2019). Climate Fiction and Cultural Analysis: A new perspective on life in the anthropocene. Routledge. ISBN:9781000710915.
- Höglund، Johan (2024). The American Climate Emergency Narrative: Origins, Developments and Imaginary Futures. New Comparisons in World Literature. Palgrave Macmillan. DOI:10.1007/978-3-031-60645-8. ISBN:978-3-031-60645-8. مؤرشف من الأصل في 2025-04-27.

## وصلات خارجية
- الخيال المناخي في الدراسات الأمريكية: قائمة ببليوغرافية بحثية
- الخيال المناخي باللغة الإنجليزية: موسوعة أكسفورد للأبحاث
- عمود "عوالم مشتعلة" في مجلة شيكاغو ريفيو أوف بوكس
- قصص لإنقاذ العالم: الموجة الجديدة من الخيال المناخي، مقال بقلم كلير أرميتستيد [الإنجليزية]
 لصحيفة الغارديان
- ديستوبيا تغير المناخ، يناقش الشعبية الحالية لديستوبيا تغير المناخ.